# Georg Freiherr von Waldenfels

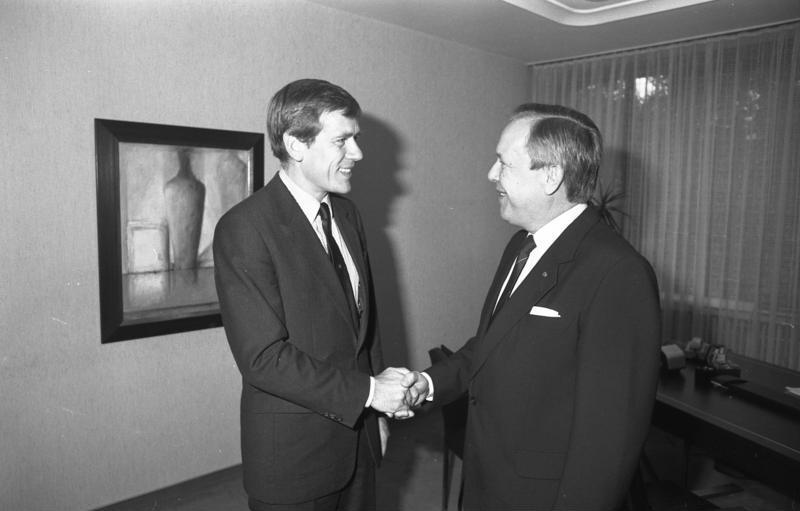
Georg Freiherr von Waldenfels (links) 1987 mit Walter Wallmann

Georg Freiherr von Waldenfels (* 27. Oktober 1944 in Hof als Georg Meyer) ist ein bayerischer Politiker (CSU), Manager und Sport- und Kulturfunktionär.

## Leben
Georg von Waldenfels wurde als Georg Meyer geboren. Sein Vater war noch vor seiner Geburt im Zweiten Weltkrieg gefallen; 1968 wurde er von dem aus dem Adelsgeschlecht Waldenfels stammenden zweiten Ehemann seiner Mutter adoptiert. Nach dem Abitur studierte Georg von Waldenfels von 1964 bis 1968 an der Ludwig-Maximilians-Universität München und der Julius-Maximilians-Universität Würzburg Rechtswissenschaft. 1965 wurde er im Corps Franconia München recipiert. Nach Studium und Referendariat war er als Rechtsanwalt tätig.

## Politik
Von Waldenfels wurde 1974 für die CSU in den Bayerischen Landtag gewählt. Die Berufung zum Staatssekretär im bayerischen Wirtschaftsministerium erfolgte 1978 durch Ministerpräsident Franz Josef Strauß. Am 30. September 1987 wurde er bayerischer Staatsminister für Bundesangelegenheiten und Bevollmächtigter des Freistaates Bayern beim Bund im dritten Kabinett Strauß. Noch im selben Jahr wurde die Geschäftsverteilung in der Bayerischen Staatsregierung neu geordnet und sein Ressort erweitert: Von Waldenfels fungierte nun als „Bayerischer Staatsminister für Bundes- und Europaangelegenheiten“. Sein Amt umfasste laut Kabinettsbeschluss folgende Aufgaben: Bevollmächtigter des Freistaates Bayern beim Bund, Mitwirkung in auswärtigen Angelegenheiten der innerdeutschen Beziehungen und der Verteidigung, Förderung bayerischer Belange gegenüber zwischenstaatlichen Einrichtungen, vor allem gegenüber den Europäischen Gemeinschaften. Nach dem Tod von Strauß im Oktober 1988 folgte eine Regierungsumbildung, von Waldenfels rückte in gleicher Funktion in das Kabinett Streibl. Nach den Landtagswahlen 1990 wurde von Waldenfels durch den Ministerpräsidenten am 30. Oktober zum Bayerischen Staatsminister der Finanzen berufen. In seine Zeit als Finanzminister fiel die „Zwick-Affäre“; der hierzu eingesetzte Untersuchungsausschuss des bayerischen Landtags bescheinigte, dass von Waldenfels keine persönliche Verantwortung für die Affäre trug. Als Finanzminister setzte er eine weitere Privatisierung von Staatsbeteiligungen durch, u. a. den Verkauf des Bayernwerks an die VIAG, und unterstützte den Aufbau der sächsischen Finanzverwaltung durch Bayern. Sein Ministeramt legte er im Herbst 1995 nieder, da er zum 1. Januar 1996 in den Vorstand der VIAG berufen wurde. Im Mai 1996 legte er auch sein Landtagsmandat nieder, blieb aber CSU-Bezirksvorsitzender von Oberfranken bis 1999.

## Management
Bei VIAG übernahm von Waldenfels das neu für ihn geschaffene Ressort Wirtschaft und Politik. Zusätzlich war er ab Juli Mitglied des Aufsichtsrats der Bayernwerk AG. Beide Posten behielt er bis zum Zusammenschluss der VIAG mit der VEBA zur heutigen E.ON im Jahr 1999. Von 2003 bis Ende des Geschäftsjahres 2012 war von Waldenfels im Aufsichtsrat der E.ON AG vertreten. Des Weiteren ist er Beauftragter des Vorstandes der Deutschen Bahn AG und als Rechtsanwalt bei der internationalen Kanzlei Clifford Chance tätig. Zusätzlich steht er dem Kuratorium der Friedrich-Baur-Stiftung vor und nimmt die Gesellschafterrechte beim Baur Versand (Friedrich-Baur-GmbH) wahr.

## Sportverbandsarbeit
Von 1983 bis 2000 war von Waldenfels Präsident des Bayerischen Tennis-Verbands. Im Dezember 1999 wurde er als Nachfolger Karl Webers zum Präsidenten des Deutschen Tennis-Bundes (DTB) gewählt. 2011 zog er nach zwölfjähriger Amtszeit seine Kandidatur für eine erneute Wiederwahl zurück und vermied somit eine Kampfabstimmung gegen Karl-Georg Altenburg, der zu seinem Nachfolger gewählt wurde.

## Kulturförderung
Von Waldenfels ist seit Juni 2010 Vorsitzender und Schatzmeister der Gesellschaft der Freunde von Bayreuth, des ältesten und größten Fördervereins für die Bayreuther Festspiele. Er ist ebenfalls der Vorsitzende des Kuratoriums der Technischen Universität München sowie Ehrenmitglied der Bayerischen Akademie der Schönen Künste. Am 19. Juni 2020 wurde er zum Verwaltungsratsvorsitzenden der Bayreuther Festspiele.

## Auszeichnungen und Privates
Für seine Verdienste erhielt von Waldenfels 1983 den Bayerischen Verdienstorden und 1986 das Große Bundesverdienstkreuz. Seit Oktober 2000 ist er Ehrenbürger der Stadt Hof. Er ist geschieden und hat vier Kinder aus seiner Ehe sowie eine weitere Tochter.